# Konstantinstraße 176 (Mönchengladbach)

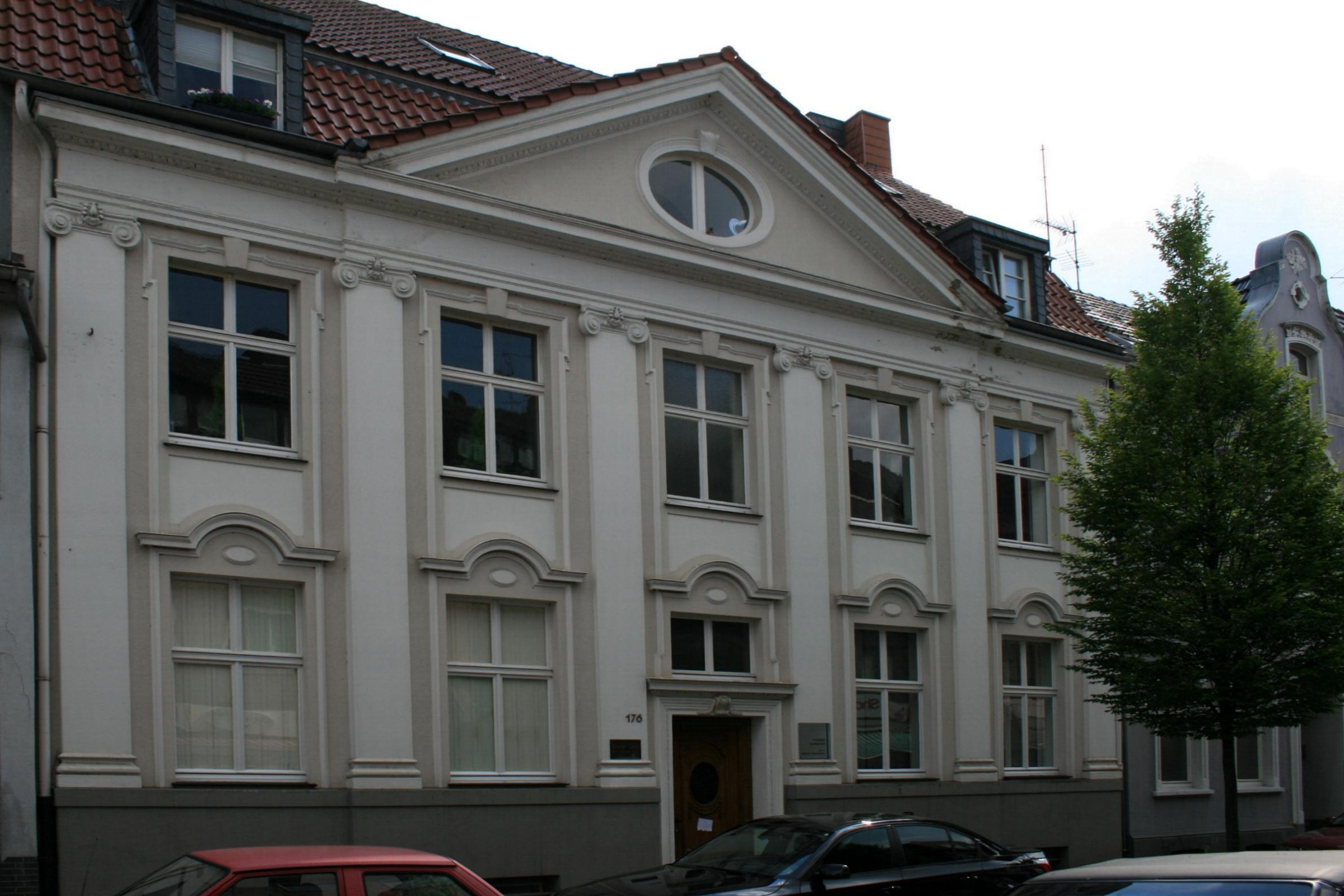
Wohnhaus (2010)

Das Wohnhaus Konstantinstraße 176 steht im Stadtteil Giesenkirchen in Mönchengladbach (Nordrhein-Westfalen).
Das Gebäude wurde 1910 erbaut. Es wurde unter Nr. K 076  am 16. September 1993 in die Denkmalliste der Stadt Mönchengladbach eingetragen.

## Lage
Das Objekt liegt im Nordwesten Giesenkirchens in zentraler Ortslage unweit des Konstantiplatzes.

## Architektur
Es handelt sich um ein zweigeschossiges Traufenhaus von fünf Achsen unter einem von zwei Gauben durchbrochenen Mansarddach.